# Dawid Jaworski
Dawid Jaworski (ur. 31 stycznia 1978) – polski lekkoatleta, skoczek wzwyż.

## Osiągnięcia
- 7.-8. miejsce podczas młodzieżowych mistrzostw Europy (Göteborg 1999)[2]
- srebro mistrzostw NCAA (Baton Rouge 2002)[1]
- złoty medal mistrzostw NCAA (Sacramento 2003)[1][3]
- 6. miejsce podczas Uniwersjady (Daegu 2003)
- medalista mistrzostw Polski

## Rekordy życiowe
- skok wzwyż – 2,28 m (14 czerwca 2003, Sacramento) – 17. wynik w historii polskiej lekkoatletyki[4]